# Municipio de Somerset (Misuri)
El municipio de Somerset (en inglés: Somerset Township) es un municipio ubicado en el condado de Mercer en el estado estadounidense de Misuri. En el año 2010 tenía una población de 90 habitantes y una densidad poblacional de 0,78 personas por km².

## Geografía
El municipio de Somerset se encuentra ubicado en las coordenadas 40°31′20″N 93°26′15″O / 40.52222, -93.43750. Según la Oficina del Censo de los Estados Unidos, el municipio tiene una superficie total de 115.62 km², de la cual 114,77 km² corresponden a tierra firme y (0,74 %) 0,85 km² es agua.

## Demografía
Según el censo de 2010, había 90 personas residiendo en el municipio de Somerset. La densidad de población era de 0,78 hab./km². De los 90 habitantes, el municipio de Somerset estaba compuesto por el 97,78 % blancos, el 2,22 % eran de otras razas. Del total de la población el 2,22 % eran hispanos o latinos de cualquier raza.